# 김태훈 (1987년)
김태훈(金太勳, 1987년 9월 28일 ~ )은 KBO 리그 전 KIA 타이거즈의 포수이다.

## 출신 학교
- 대구본리초등학교
- 경복중학교
- 대구고등학교
- 영남대학교